# David van Zanten
David van Zanten (Dublino, 8 maggio 1982) è un ex calciatore irlandese, di ruolo terzino destro.

## Carriera
Nato da madre irlandese e padre olandese, iniziò la sua carriera in un club dilettantistico di Dublino, il Tolka Rovers.
Si trasferì al Celtic, qui stette per vari anni nelle giovanili. Fallì l'ingresso in prima squadra così nel 2003 venne gratuitamente ceduto al St. Mirren su richiesta dell'allenatore dei Saints John Coughlin. Qui trascorse cinque stagioni ed aiutò il St. Mirren a raggiungere la promozione in Scottish Premier League nel 2006.
L'8 maggio 2008 si accordò con i rivali dell'Hibernian a cui si unì nel giugno 2008. Nel settembre 2009 il club annunciò la rescissione del contratto.
Il 12 aprile 2012 rinnova il suo contratto con il St Mirren fino al 2013

## Palmarès

### Club

#### Competizioni nazionali
- Scottish Championship: 1

St. Mirren: 2005-2006
- Scottish Challenge Cup: 1

St. Mirren: 2005-2006